# Condado de Young (Austrália do Sul)
O Condado de Young é uma unidade cadastral localizado no estado australiano de Austrália do Sul abrange terras localizadas no leste do estado no lado norte do  rio Murray. Foi proclamado em 1860 por Governador MacDonnell e nomeado após o seu antecessor, Governador Young.

## Descrição
O condado de Young cobre parte da Austrália do Sul ao norte do rio Murray.  O condado é delimitado da seguinte forma: o centro do canal do rio Murray ao sul, o limite ocidental do Condado de Hamley ao leste, a extensão do limite norte do Condado de Burra ao norte com um comprimento de 39 milhas (63 km) e o limite com o condado de Burra ao oeste.

## História
O condado de Young foi proclamado por Richard Graves MacDonnell, o sexto governador da Austrália do Sul em 19 de abril de 1860.  O condado recebeu o nome de Henry Edward Fox Young que foi o quinto governador da Austrália do Sul de 2 de agosto de 1848 a 20 de dezembro de 1854. Os quatro hundreds seguintes foram proclamados no condado entre os anos 1860 e 1915 - Markaranka, Parcoola e Pooginook em 1915, e Stuart em 1860.

## Hundreds constituintes

### Localização de Hundreds constituintes
Os hundreds constituintes estão localizados ao longo do limite sul do condado na seguinte ordem (de oeste a leste) - Stuart, Markaranka, Pooginook e Parcoola.

### Hundred de Markaranka
O Hundred de Markaranka (34° 02′ 08″ S, 139° 57′ 42″ L) foi proclamado por Governor Galway em 7 de outubro de 1915.  Abrange uma área de 102 milha quadradas (260 km2) e seu nome é relatado como sendo derivado da palavra aborígene "markarauko".

### Hundred de Parcoola
O Hundred de Parcoola (34° 05′ 39″ S, 140° 17′ 25″ L) foi proclamado pelo governador Galway em 7 de outubro de 1915.  Abrange uma área de 84,75 milha quadradas (219,5 km2) e é relatado como sendo derivado de uma palavra aborígene que significa "três".

### Hundred de Pooginook
O Hundred de Pooginook (34° 03′ 37″ S, 140° 08′ 01″ L) foi proclamado pelo governador Galway em 7 de outubro de 1915. Abrange uma área de 146 milha quadradas (380 km2) e seu nome é relatado como sendo de origem aborígene.

### Hundred de Stuart
O Hundred de Stuart (33° 57′ 19″ S, 139° 46′ 30″ L) foi proclamado em 19 de abril de 1860.  Abrange uma área de 102 milha quadradas (260 km2) que anteriormente era parte do agora anulado Hundred de Murray e foi nomeado pelo governador MacDonnell após o explorador, John McDouall Stuart.